# Komisarz pułkowy
Komisarz pułkowy (ros. Полковой комиссар), akronim połkkom – specjalny stopień wojskowy w wyższym korpusie politycznym Armii Czerwonej i Floty Czerwonej w latach 1935–1942.